# Unikernel

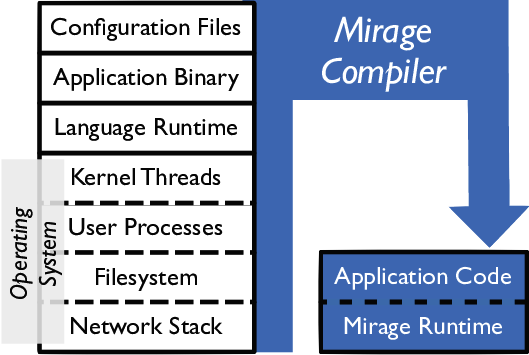
Comparació d'una pila de sistema operatiu tradicional i un únic nucli MirageOS.

Un unikernel és una imatge de màquina especialitzada d'espai d'adreces únic construïda utilitzant sistemes operatius de biblioteca. Un desenvolupador selecciona, d'una pila modular, el conjunt mínim de biblioteques que corresponen a les construccions del sistema operatiu necessaris perquè l'aplicació s'executi. Aquestes biblioteques es compilen amb l'aplicació i el codi de configuració per crear imatges segellades i de propòsit fix (unikernels) que s'executen directament en un hipervisor o maquinari sense un sistema operatiu intervingut com Linux o Windows.
Els primers sistemes d'aquest tipus van ser Exokernel i Nemesis a finals de la dècada de 1990.
En un sistema operatiu de biblioteca, els límits de protecció s'envien a les capes de maquinari més baixes, donant lloc a:
1. un conjunt de biblioteques que implementen mecanismes com els necessaris per controlar el maquinari o parlar de protocols de xarxa;
2. un conjunt de polítiques que imposen el control d'accés i l'aïllament a la capa d'aplicació.

L'arquitectura del sistema operatiu de la biblioteca té diversos avantatges i desavantatges en comparació amb els dissenys del sistema operatiu convencional. Un dels avantatges és que, com que només hi ha un espai d'adreces únic, no hi ha necessitat de transicions repetides de privilegis per moure dades entre l'espai d'usuari i l'espai del nucli. Per tant, un sistema operatiu de biblioteca pot oferir un rendiment millorat permetent l'accés directe al maquinari sense haver de fer la transició entre el mode d'usuari i el mode del nucli (en un nucli tradicional, aquesta transició consisteix en una única instrucció TRAP i no és el mateix que un canvi de context.). Els guanys de rendiment es poden aconseguir eliminant la necessitat de copiar dades entre l'espai d'usuari i l'espai del nucli, encara que això també és possible amb els controladors de dispositiu de còpia zero en els sistemes operatius tradicionals.
Un desavantatge és que, com que no hi ha separació, intentar executar diverses aplicacions una al costat de l'altra en un sistema operatiu de biblioteca, però amb un fort aïllament de recursos, pot arribar a ser complex. A més, calen controladors de dispositiu per al maquinari específic en què s'executa el sistema operatiu de la biblioteca. Com que el maquinari està canviant ràpidament, això crea la càrrega de reescriure regularment els controladors per mantenir-se actualitzats.